# Гејт Сити (Вирџинија)
Гејт Сити (Вирџинија) (енгл. Gate City) град је у америчкој савезној држави Вирџинија. По попису становништва из 2010. у њему је живело 2.034 становника.

## Демографија
Према попису становништва из 2010. у граду је живело 2.034 становника, што је 125 (5,8%) становника мање него 2000. године.
| Група             | 2000.         | 2010.         |
| Белци             | 2.059 (95,4%) | 1.928 (94,8%) |
| Афроамериканци    | 82 (3,8%)     | 62 (3,0%)     |
| Азијати           | 0 (0,0%)      | 4 (0,2%)      |
| Хиспаноамериканци | 9 (0,4%)      | 12 (0,6%)     |
| Укупно            | 2.159         | 2.034         |